# 1976年モントリオールオリンピックのニュージーランド選手団
1976年モントリオールオリンピックのニュージーランド選手団（1976ねんモントリオールオリンピックのニュージーランドせんしゅだん）は、1976年7月17日から8月1日にかけてカナダのモントリオールで開催された1976年モントリオールオリンピックのニュージーランド選手団、およびその競技結果。

## 概要
今大会は金メダル2個、銀メダル1個、銅メダル1個の合計4個のメダルを獲得した。

## メダル
| メダル | 選手名               | 競技 | 種目      |
| ------ | -------------------- | ---- | --------- |
| 金     | ジョン・ウォーカー   | 陸上 | 男子1500m |
| 銀     | ディック・クァックス | 陸上 | 男子5000m |